# 毛伟明
毛伟明（1961年5月—），男，浙江衢州人，中华人民共和国政治人物。浙江大学化学工程系化工机械专业本科毕业、工学学士学位、工程师，中共第十九届中央候补委员、二十届中央委员，湖南省委副书记，省长。

## 生平
1982年8月参加工作，1985年9月加入中国共产党。

### 江苏省
历任江苏省常州绝缘材料总厂车间主任、厂长助理、副厂长、厂长、党委书记，常州市外经贸委员会主任，中共武进市委副书记、副市长。1998年10月，代理武进市人民政府市长，1999年1月正式当选市长，之后升任中共武进市委书记，中共常州市委常委、常务副市长。2003年4月，接替夏鸣，担任中共泰州市委副书记。之后担任泰州市人民政府代市长、市长等职。2006年1月，任江苏省发展和改革委员会主任。2008年，当选第十一届全国人大代表。2011年11月，任江苏省人民政府秘书长。2013年1月，任江苏省副省长。

### 工信部
2013年11月，任中华人民共和国工业和信息化部副部长。

### 江西省
2015年8月，任中共江西省委常委、省政府党组副书记。2015年9月，任江西省常务副省长。2016年1月20日，江西省第十二届人大常委会第二十二次会议补选为第十二届全国人民代表大会代表。2017年10月，中国共产党第十九次全国代表大会上当选中国共产党第十九届中央委员会候补委员。2018年2月24日，当选为第十三届全国人大代表。2020年1月，出任国家电网公司董事长、党组书记。

### 湖南省
2020年11月，升任中共湖南省委副书记、省政府代省长。2021年1月，当选为湖南省人民政府省长。